# Meteora (Linkin Park-album)
A Meteora a Linkin Park második stúdióalbuma, ami 2003. március 25-én jelent meg a Warner Bros. Records gondozásában, a Reanimation című együttműködési albumot követően, amely a 2000-ben megjelent Hybrid Theory stúdióalbumukon szereplő dalok remixeit tartalmazza. Az albumot a zenekar készítette Don Gilmore mellett. Az album címe a a görög ortodox kolostorokról származik. Hangzása hasonló a Hybrid Theory-hoz, ahogy a kritikusok leírták, felvétele csaknem egy évig tartott. Ez az első album, amelyen Dave Farrell basszusgitáros szerepel, miután 2000-ben ismét csatlakozott a bandához, miután ideiglenesen más csapatokkal turnézott.
Az album a Billboard 200 első helyén debütált, és az első héten több mint 810 000 példányban kelt el. A csapat több mint egy évig adott ki róla kislemezeket, köztük a Somewhere I Belong, Faint, Numb, From the Inside, és Breaking the Habit. A „Lying from You” 2004 márciusában jelent meg promóciós kislemezként. Az album általában pozitív kritikákat kapott, bár egyes kritikusok szerint stílusa túlságosan hasonlít elődjéhez, a Hybrid Theory-hoz. 
Az album körülbelül 16 millió példányban kelt el világszerte, ezzel  a 21. század 8. legkelendőbb albuma. Az Amerikai Hanglemezgyártók Szövetsége 7× Platina minősítést kapott. A Billboard 2000-es évek legjobb 20 albuma listáján a 36. helyre került. Az album néhány dalát újrakeverték, Jay-Z néhány dalával a Collision Course (2004) számára. A "Sessions"-t jelölték a legjobb rock instrumentális előadás a 46. Grammy-díjátadón.             
2023 februárjában bejelentették, hogy a zenekar 2023. április 7-én kiadja az album 20 éves jubileumi kiadását. Ezzel párhuzamosan kiadtak egy eddig meg nem jelent demót, "Lost" címmel az újrakiadás vezető kislemezeként.

## Háttérinformációk és a készítés
Az album a nevét a Meteorák után kapta. Miután látták ezeket a monostorokat európai útjuk során, a csapatot nagyon megihlette az, ahogyan építették őket, majdnem dacolva a gravitációval. Ez volt az a nagyság és félelmetesség, amit a Linkin Park szeretett volna átvinni a zenébe, innen a név.

### Stílus
Az album stílusa még jobban hasonlít a rapcore-ra, mint az előzőek. Azonban sok szám eltér az alapstílustól:
- Fele rap, fele ének, énekelt refrénnel (pl. Easier To Run, From The Inside)
- Rap és énekelt refrén (pl. Faint, Figure.09, Lying From You)
- Hip-Hop Stílus kisebb rock beütéssel (pl. Nobody's Listening, Hit The Floor)
- És pár dal, mely nem hasonlít a nu-metal-ra (pl. Breaking The Habit)

### Számlista
1. Foreword – 0:13
2. "Don't Stay" – 3:07
3. "Somewhere I Belong" – 3:33
4. "Lying from You" – 2:55
5. "Hit the Floor" – 2:44
6. "Easier to Run" – 3:24
7. "Faint" – 2:42
8. "Figure.09" – 3:17
9. "Breaking the Habit" – 3:16
10. "From the Inside" – 2:53
11. "Nobody's Listening" – 2:57
12. "Session" – 2:23
13. "Numb" – 3:05

## 20 éves jubileumi kiadás
2023 januárjában a banda az album megjelenésének 20. évfordulójára készülve elkezdte frissíteni a weboldalát, február 1-jei visszaszámlálással, amely szerint a második stúdióalbumukkal kapcsolatosan fognak valamit bejelenteni. Mire a visszaszámlálás véget ért, a weboldalt egy interaktív játék stílusában frissítették, amely minden nap haladt, egészen a Lost február 7-i megjelenéséig, az album 20. évfordulója alkalmából. A korábban kiadatlan demó február 10-én jelent meg, a 20. évfordulós újrakiadás mellett, amely 2023. április 7-én jelent meg. A Deluxe CD-n, a "Lost" eredeti Andy Wallace mixe, a Lost (2002 Mix) szerepel, az első lemez 14. számaként, a Numb után.
A 20. jubileumi szuper deluxe boxset kiadása Meteora 20 címmel tartalmazza az eredeti számlistát: a Live in Texas kibővített kiadása, amely a CD-kiadásból korábban kihagyott számokat tartalmaz; egy korábban kiadatlan élő előadás az angliai Nottingham-ben 2003-ban, Live in Nottingham 2003 címmel; korábban megjelent demók a Linkin Park Underground rajongói klub számára, LPU Rarities 2.0 címmel; korábban kiadott élő felvételek, Live Rarities 2003–2004 címmel; korábban kiadatlan demók, Lost Demos címmel; és három DVD; az első lemezen a korábban megjelent The Making of Meteora és az Art of Meteora dokumentumfilmek, valamint a Work in Progress című új dokumentumfilm, míg  a második és harmadik lemezen korábban kiadatlan élő előadások szerepelnek 2003-ból, illetve 2004-ből. A Deluxe CD a "Lost" eredeti Andy Wallace mixét tartalmazza "Lost (2002 Mix)" néven az első lemez 14. számaként, a Numb után.

## Külső hivatkozások
- A Linkin Park hivatalos honlapja
- Dalszövegek a Lyriki-n